# جيمس بيرك (مجرم)
جيمس بيرك (بالإنجليزية: James Burke)‏  (و. 1931 – 1996 م) هو مهرب مخدرات، وكاتب سيناريو أمريكي، ولد في بروكلين، توفي في بوفالو، نيويورك، عن عمر يناهز 65 عاماً، بسبب سرطان الرئة.